# 아브가르 7세
아브가르 7세(Abgar VII)는 서기 109년-116년을 다스린 오스로에네의 왕이다. 그의 주 목표는 로마 제국과 파르티아 제국이라는, 지역 내 주요 패권국들 사이에서 독립을 유지하는 것이었다. 이 목적을 위해, 그는 로마 제국에 대한 에데사의 중립 정책 시대를 끝내고,  서기 114-116년에 벌어진 로마 황제 트라야누스의 파르티아 왕 오스로에스 1세에 맞선 메소포타미아 원정에  동참했다. 그러나 116년에 아브가르는 트라야누스를 향해 일어난 파르티아의 봉기를 지원하기도 했다. 로마의 장군 루시우스 퀴에투스는 에데사를 즉시 점령하고 약탈하며 이에 대한 반응을 대처했다. 아브가르 7세는 이 때에 사망하고 말았다.
사료들은 아브가르 7세 사후에 일어난 사건들에 대해 일치하지는 않는다. Warwick Ball은  하드리아누스가  파르티아의 파르타마스파테스를 117년에 오스로에네를 포함한 점령한 지역들의 허수아비 왕으로 세웠다고 하였다. 그는 또한 로마 당국이 마누 7세의 즉위로 123년에 아브가르 왕조를 복위시켰다고 주장하기도 했다. 이와 대조적으로 Drijvers & Healey (1999)는 아브가르 7세 사후 하드리아누스 황제가 118년에 아브가르 왕조를 로마의 종속국으로서 복위시키기 이전 2년간 에데사에 왕이 없었다고 하였다.

## 참고 문헌
- Ball, Warwick (2016). 《Rome in the East: The Transformation of an Empire》. Taylor & Francis. ISBN 978-1-317-29635-5.
- Drijvers, Han J. W.; Healey, John F. (1999). 〈History, culture, and religion of Edessa〉. 《The old Syriac inscriptions of Edessa & Osrhoene: Texts, translations, and commentary》. Brill. ISBN 978-90-04-11284-1. ISSN 0169-9423.
- Healey, John F. (2009). 《Aramaic Inscriptions and Documents of the Roman Period》. Oxford, UK: Oxford University Press. ISBN 978-0-19-925256-5.